# VTEX
VTEX (fundada en 1999 en Río de Janeiro, Brasil) es una multinacional brasileña de tecnología especializada en comercio en la nube, desarrolladora de la plataforma VTEX Cloud commerce, disponible en el mercado como SaaS. La empresa tiene oficinas en 11 países y maneja clientes como Walmart, Whirlpool, LEGO, Disney, L'oreal, Sony, Coca-Cola, Staples y otras 2.000 tiendas.

## Historia
A mediados de 2012, la empresa inició su expansión global. Los primeros países fueron Argentina, Uruguay y Chile. Le siguieron países como México y Estados Unidos.
En 2014, VTEX anunció una facturación superior a $13 millones de dólares y la entrada del grupo de inversión Riverwood Capital, consolidando la empresa en el mercado latinoamericano. En este mismo año, VTEX se convirtió en la primera empresa de América Latina en tener su plataforma de comercio electrónico citada por Gartner Group en el "Gartner Global E-commerce Vendor Guide" como proveedor de plataforma e-commerce SaaS.
En 2017 la empresa anunció sus oficinas en Europa, empezando con Inglaterra y Alemania.
En 2019 se anunció nuevo levantamiento de capital por 140 millones de dólares, liderados por el fondo para América Latina de Softbank, Gávea Investimentos y Constellation Asset Management.